# Amalia Trenkle
Amalia Trenkle OCist (* 6. Februar 1795 in Münchweier; † 15. November 1857 in Lichtenthal) war eine deutsche Zisterzienserin und von 1834 bis 1857 Äbtissin des Zisterzienser-Klosters Lichtenthal.

## Leben
Maria Friederika Amalia Trenkle legte 21-jährig am 19. Februar 1816 die Profess ab und war zunächst als Lehrerin in der Schule des Klosters und als Cellerarin tätig. Nach dem Tod der Vorgängeräbtissin Cäcilia Lauf am 18. Mai 1834 wurde Amalia Trenkle am 25. August 1834 zu ihrer Nachfolgerin gewählt. Die feierliche Benediktion und Installation durch den Freiburger Weihbischof Hermann von Vicari erfolgte am 29. August 1834. Um Missständen und Streitigkeiten zwischen Pfarrei und Kloster zu entgegnen, die durch die Nutzung der Klosterkirche als Pfarrkirche entstanden waren, beschloss Äbtissin Amalia nach dem Weggang des Klosterbeichtvaters Kolb 1841, den derzeitigen Pfarrer und Dechanten Landherr mit der Seelsorge des Klosters zu betrauen. Die hierfür erforderliche Genehmigung wurde ihr von der Klosterbehörde bereitwillig erteilt, wonach seither mit kurzer Unterbrechung der Pfarrer der Gemeinde auch das Kloster pastorierte.
Am 1. Mai 1845 feierte sie gemeinsam mit Erzbischof Vicari, der ein Pontifikalamt abhielt, sowie mit Mitgliedern der großherzoglichen Familie und Großherzog Leopold von Baden und Regierungsbeamten das 600-jährige Bestehen des Frauenstifts. Anlässlich dieses Ereignisses schenkte die verwitwete Großherzogin Stephanie dem Kloster eine kostbare Pluviale, die sie aus ihrem Brautkleid hatte anfertigen lassen. Die Revolutionsjahre 1848/1849 überstand das Kloster unbeschadet, zwar defilierten die badischen Isurgenten am 29. Juni 1849 am Kloster vorbei, begnügten sich jedoch mit einigen Erfrischungen.
In ihren letzten Amtsjahren führte sie zur Hebung des liturgischen Gesangs den Chorgesang wieder ein. Sie stand ihrer Gemeinde zwar mit allgemeiner Milde vor, an der klösterlichen Hausordnung hielt sie jedoch streng fest und führte die jährlichen Exerzitien wieder ein. Äbtissin Amalia Trenkle starb nach kurzer Krankheit am 15. November 1857 und wurde in der Mitte der Kirche zu Füssen ihrer Vorgängerin Cäcilia Lauf bestattet. Ihre Nachfolgerin im Amt als Äbtissin des Klosters Lichtenthal wurde die am 21. Januar 1858 gewählte Sophia Schell.